# Свободный (микрорайон Перми)
Свободный —  микрорайон 
(внутригородской посёлок) в Орджоникидзевском районе города Перми Пермского края России.

## География
Находится к югу от микрорайона Гайва. Занимает территорию в конце улицы Янаульская, прилегающую к железной дороге к югу от станции Кабельная с обеих сторон железнодорожной ветки от станции Кабельная до Камкабеля.

## Инфраструктура
Представляет собой зону стихийной частной застройки, сложившейся в период строительства Камской ГЭС. Улиц нет. Адреса домов обозначаются так: Пермский край, г. Пермь, р-н Орджоникидзевский, мкр-н Свободный, № дома.

## Достопримечательности
Экологическая тропа «Тайна реки Гайва».

## Транспорт
Наиболее близко к микрорайону подходит автобусный маршрут 22 (остановка «Школа № 37»)